# Timea (naam)
Timea, Tímea of Timéa is een vrouwelijke voornaam die vooral gebruikt wordt in het Hongaarse taalgebied (Hongarije, Transsylvanië, Slowakije, Vojvodina, Slavonië, Međimurje, Burgenland).

## Oorsprong van de naam
De naam is voor het eerst bedacht door de bekende Hongaarse romanschrijver Mór Jókai (1825-1904), die in zijn roman "Az arany ember" ("Een mens van goud") een van zijn heldinnen zo noemde. De naam is afgeleid van het Griekse 'Euthymia', wat zo iets als 'prettig gestemd' betekent. 

## Bekende personen
- Tímea Babos (1993), Hongaarse tennisster
- Timea Bacsinszky (1989), Zwitserse tennisster
- Timea Margot (1975), Hongaarse worstelaarster en erotisch model
- Tímea Nagy (1970), Hongaarse schermster
- Timea Sara (1992), Roemeense langlaufster